# العدن (حبيش)

تعديل مصدري - تعديل

العدن هي إحدى قرى عزلة وادي المعقاب بمديرية حبيش التابعة لمحافظة إب، بلغ تعداد سكانها 478 نسمة حسب تعداد اليمن لعام 2004.